# .pm
pm. هو امتداد خاص بالعناوين الإلكترونية (نطاق) domain للمواقع التي تنتمي إلى سانت بيري وميكلون (جزر شرق كندا).